# Orthemis ferruginea
Orthemis ferruginea är en trollsländeart som först beskrevs av Fabricius 1775.  Orthemis ferruginea ingår i släktet Orthemis och familjen segeltrollsländor. IUCN kategoriserar arten globalt som livskraftig. Inga underarter finns listade i Catalogue of Life.

## Bildgalleri

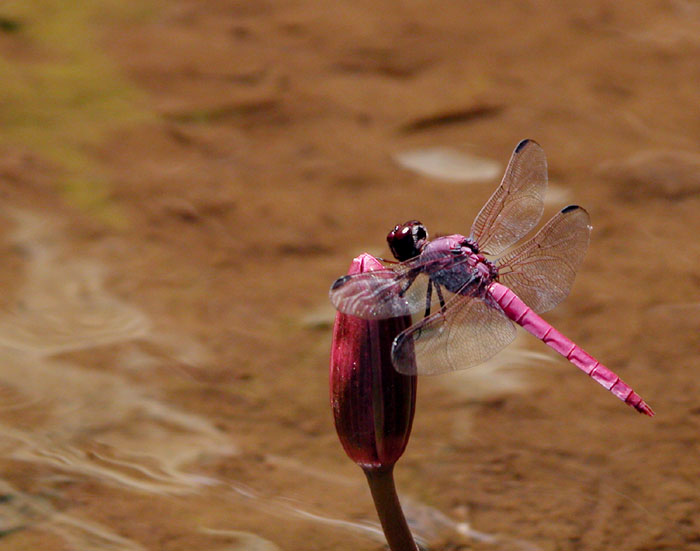
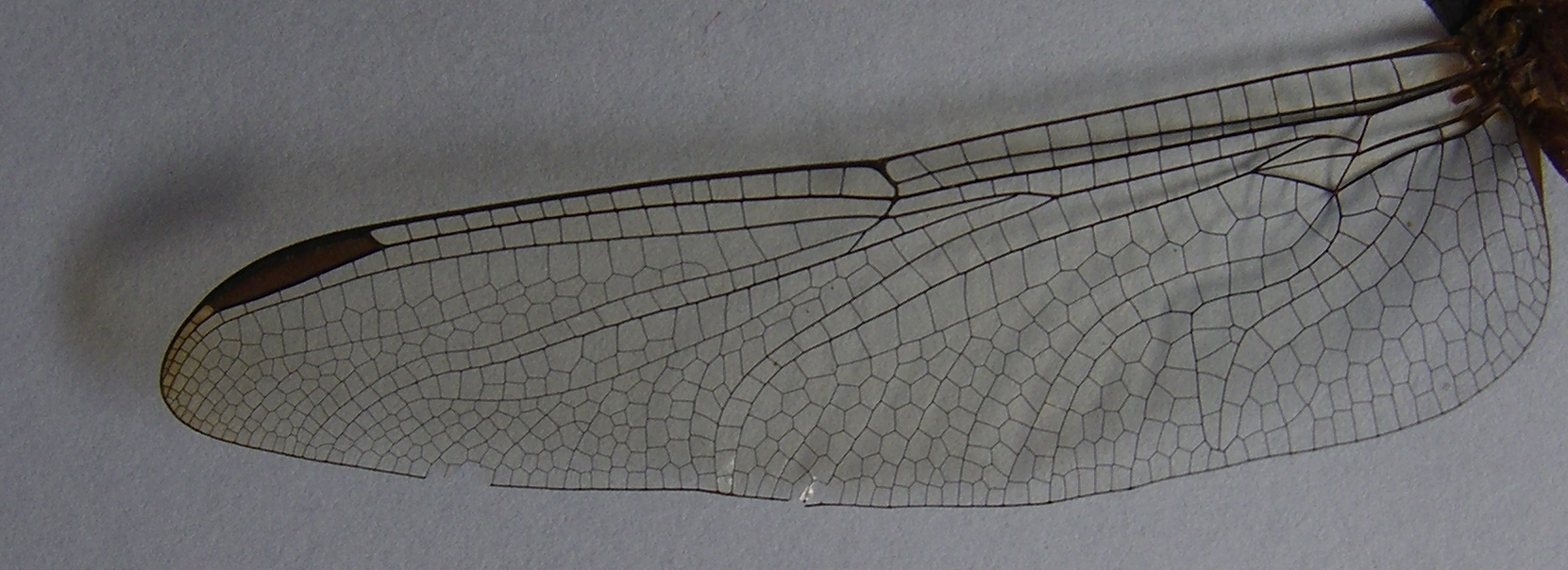
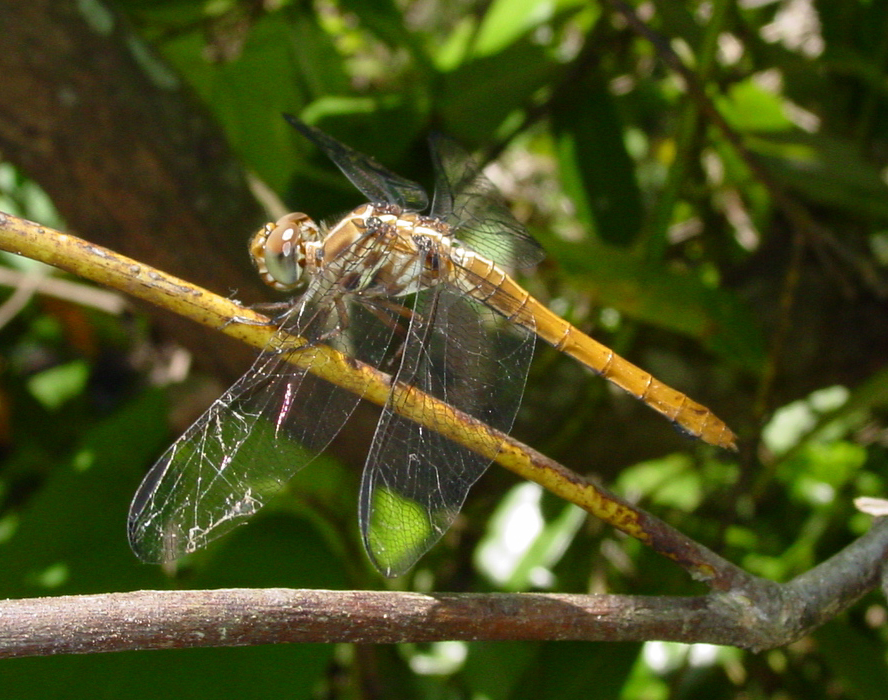
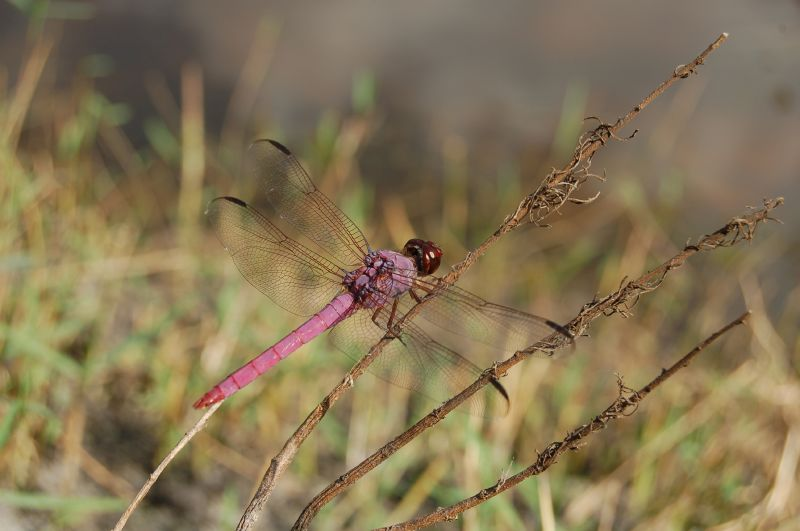